# ستيفن رودي
ستيفن رودي (بالإنجليزية: Steven Rudy)‏ هو سياسي أمريكي، ولد في 9 أغسطس 1978. حزبياً، نشط في الحزب الجمهوري.